# تپه طبلشکین ۳
تپه طبلشکین ۳ مربوط به دوره سلجوقیان است و در شهرستان بوئین‌زهرا، بخش آوج، روستای طبلشکین واقع شده و این اثر در تاریخ ۱۲ بهمن ۱۳۸۱ با شمارهٔ ثبت ۷۳۰۹ به‌عنوان یکی از آثار ملی ایران به ثبت رسیده است.